# Sadako Sasakiová
Sadako Sasakiová (japonsky: 佐々木 禎子, Sasaki Sadako, 7. ledna 1943 Hirošima – 25. října 1955) byla japonská dívka, která žila v Hirošimě v Japonsku. Byly jí dva roky, když dne 6. srpna 1945 byla svržena atomová bomba na Hirošimu. Bombardování přežila bez viditelného zranění a vyrůstala v silnou a zdravou dívku. Ve věku 11 let (9 let po svržení atomové bomby) se jí začaly na krku a za ušima tvořit otoky, navíc se jí na levé noze objevila purpura. Diagnóza zněla leukémie, nemoc způsobená ozářením z výbuchu atomové bomby. Sadako byla hospitalizována v únoru následujícího roku.
Stará japonská legenda říká, že každému, kdo složí tisíc papírových jeřábů (origami), se splní jedno přání. Sadako se o ní dozvěděla v nemocnici a měla přání, aby se uzdravila. Úkol splnila za necelý měsíc a ve skládání pokračovala dále, přesto se legenda nenaplnila a Sadako po dvou měsících od začátku skládání, ve věku 12 let, zemřela. Složila přes 1300 papírových jeřábů. (Jiná verze tohoto příběhu říká, že se jí podařilo složit pouze 644 papírových jeřábů, a tak její přátelé pro ni složili ostatní, aby jich měla vysněných 1000.) [zdroj?].
Po její smrti její přátelé a spolužáci, inspirováni její odvahou a vytrvalostí, vydali knihu publikující její dopisy. Pak odstartovali hnutí požadující, aby byl jí a všem dětem zabitým atomovou bombou v Hirošimě postaven památník. Roku 1958 byla v Parku míru v Hirošimě odhalena socha Sadako držící v rukou zlatého jeřába. Každý rok je k jejímu památníku posláno nespočet papírových jeřábů. Sadako se stala známým symbolem důsledků použití jaderných zbraní. Někdy bývá označována jako „japonská Anne Franková“. Sadako má také památník v Parku míru v Seattlu.